# Іштван Монорі
Іштван Монорі (угор. István Monori) (31 липня 1932) — угорський дипломат. Генеральний консул Угорщини в Києві (1983—1986). Генеральний консул Угорщини в Ужгороді (1993—1995).

## Життєпис
Народився в 1932 році в Дюла. Закінчив гімназію у своєму рідному місті, і закінчив інститут культурний відносин у Ленінграді.
З 1954 року працював зі східним напрямом угорської дипломатії. Якийсь час вдома, потім у Москві, потім знову в Міністерстві закордонних справ, тобто він пройшов через всі сходинки кар'єрного дипломата.
У 1969 році він був призначений на посаду завідувача відділом і отримав дипломатичний ранг посла і повноважного міністра.
З 1971 по 1975 рр. — працював у посольстві Угорщини в СРСР.
З 1975 року — начальник відділу планування та аналізу зовнішньої політики, він брав участь у підготовці низки зовнішньополітичних рішень, які сприяли міжнародному визнанню Угорщини.
У 1983—1986 рр. — Іштван Монорі був Генеральним консулом Угорської Народної Республіки в Україні та Молдавській Республіці з резиденцією в Києві.
У 1993—1995 рр. — Генеральний консул Угорщини в Ужгороді. Він брав участь у реалізації Угорсько-української конвенції про права громадян Угорщини на підставі європейських норм.
З 1995 року — радник із закордонних справ угорського округу Саболч-Сатмар-Берег.

## Сім'я
- Дружина — Гавриїла
- Син — Іштан
- Доньки — Сусана та Вікторія